# باتسي كينسيت
باتسي كينسيت (بالإنجليزية: Patsy Kensit)‏ هي مغنية وممثلة بريطانية، ولدت في 4 مارس 1968 في المملكة المتحدة.

## أعمال

### أفلام
- (1974) غاتسبي العظيم
- (1979) شارع هانوفر
- (1999) سبيدواي جانكي

## وصلات خارجية
- باتسي كينسيت على موقع IMDb (الإنجليزية)
- باتسي كينسيت على موقع روتن توميتوز (الإنجليزية)
- باتسي كينسيت على موقع مونزينجر (الألمانية)
- باتسي كينسيت على موقع ألو سيني (الفرنسية)
- باتسي كينسيت على موقع ميوزك برينز (الإنجليزية)
- باتسي كينسيت على موقع أول موفي (الإنجليزية)
- باتسي كينسيت على موقع قاعدة بيانات الأفلام السويدية (السويدية)
- باتسي كينسيت على موقع إن إن دي بي (الإنجليزية)
- باتسي كينسيت على موقع أول ميوزيك (الإنجليزية)
- باتسي كينسيت على موقع ديسكوغز (الإنجليزية)